# Special Herbs, Vol. 1
Special Herbs, Vol. 1 è il primo album della serie strumentale Special Herbs, realizzata da Daniel Dumile, a nome Metal Fingers, per varie etichette indipendenti. Ogni traccia, in questo e negli altri volumi, ha per il titolo il nome di un fiore o di un'erba, con l'eccezione di Monosodium glutamate.
I vari volumi della serie uscirono per diverse etichette discografiche. Per questo motivo la traccia numero 9 di questo album compare anche su Special Herbs, Vol. 2.

## Tracce
1. Saffron - 3:24
  - Contiene un campione da Hogin' Machine di Les Baxter, dalla colonna sonora di Hell's Belles.
2. Arrow Root - 3:45
3. Zatar - 3:14
  - Contiene un campione da Been So Long di Anita Baker
4. Fenugreek - 3:22
5. Sumac Berries - 3:34
6. Coriander - 3:03
7. Shallots - 4:00
  - Prodotta da DJ Subroc
8. Charnsuka - 2:19
9. Monosodium Glutamate - 2:40
  - Contiene un campione da One Hundred Ways di Quincy Jones, dall'album The Dude.

## Altre versioni
- Saffron è la versione strumentale di Doomsday di MF DOOM, dall'album Operation: Doomsday.
- Arrow Root è la versione strumentale di Next Levels di King Geedorah featuring Scienz of Life, dall'album Take Me to Your Leader; è stato usato anche da Spiga e King Caesar per Ride The Arrow, dalla compilation X-Ray Monster Mixes 2.
- Zatar è la versione strumentale di Foolish di MF Grimm featuring MF DOOM e Megalon, dall'album  The Downfall of Ibliys: A Ghetto Opera.
- Fenugreek è la versione strumentale di 1,2...1,2 dei Monsta Island Czars, dall'album Escape from Monsta Island!; è stata usata anche da Ghostface Killah featuring Wu-Tang Clan su 9 Milli Bros., dall'album Fishscale.
- Sumac Berries è la versione strumentale di Scientific Civilization dei Monsta Island Czars da Escape from Monsta Island!. È stata usata anche per Indy 102 dei The John Robinson Project e da Ghostface Killah featuring Trife per Jellyfish, dall'album Fishscale.
- Coriander è la versione strumentale di Mic Line di King Geedorah, dall'album dei Monsta Island Czars Escape from Monsta Island!.
- Shallots è la versione strumentale di Hands of Doom di MF DOOM, dall'album Operation: Doomsday.
- Charnsuka è la versione strumenrale di ? di MF DOOM featuring Kurious, dallo stesso album.
- Monosodium Glutamate è la versione strumentale di Rhymes Like Dimes di MF DOOM featuring DJ Cucumber Slice, dal medesimo album.